# Joëlle Smits
Joëlle Smits ('s-Hertogenbosch, 7 februari 2000) is een Nederlands voetbalspeelster die als spits uitkomt voor Ajax in de Nederlandse Eredivisie. Ze kwam ook acht keer uit voor de nationale voetbalselectie van Nederland.

## Clubarrière
Als zesjarige zag Smits de jongens in de pauze op school voetballen en vertelde thuis dat ze op voetbal wilde. Ze werd lid van OJC Rosmalen. Buiten de trainingen voetbalde ze graag op straat. Met haar vader op doel oefende ze in afronden. Op haar veertiende maakte ze de overstap naar Brabant United, de gezamenlijke jeugdopleiding van FC Den Bosch en RKC Waalwijk, en vervolgens naar CTO Eindhoven. Na twee seizoenen in het talententeam van CTO Eindhoven tekende Smits in 2017 een tweejarig contract bij FC Twente.. In de zomer van 2019 stapte Smits van FC Twente over naar PSV voor een verbintenis van drie seizoenen. Het contract werd na twee jaar afgekocht door VfL Wolfsburg, waarmee Smits de eerste vrouwelijke speler van PSV werd voor wie een transfersom werd betaald. In de seizoenen 2018/19, 2019/20 en 2020/21 werd ze topscorer van de eredivisie. Met 52 doelpunten in twee seizoenen is ze tevens topscorer aller tijden van PSV. In het seizoen 2021/22 won ze met VfL Wolfsburg de landstitel en de beker, en bereikte ze de halve finale van de Champions League, maar kreeg ze relatief weinig speeltijd. In juni 2022 besloot ze daarom om terug te keren naar PSV, waarmee ze een driejarig contract sloot.
Smits tekende op 30 juni 2025 een contract bij competitiegenoot Ajax tot medio 2027.

### Carrièrestatistieken
| Seizoen                    | Club            | Competitie      | Competitie | Competitie | Beker      | Beker | Beker | Internationaal | Internationaal | Internationaal | Overig         | Overig | Overig | Totaal | Totaal |
| Seizoen                    | Club            |                 | W          | G          |            | W     | G     |                | W              | G              |                | W      | G      | W      | G      |
| -------------------------- | --------------- | --------------- | ---------- | ---------- | ---------- | ----- | ----- | -------------- | -------------- | -------------- | -------------- | ------ | ------ | ------ | ------ |
| 2017/18                    | FC Twente       | Eredivisie      | 24         | 20         | KNVB Beker | 1     | 0     | –              | –              | –              | –              | –      | –      | 25     | 20     |
| 2018/19                    | FC Twente       | Eredivisie      | 21         | 25         | KNVB Beker | 3     | 5     | –              | –              | –              | –              | –      | –      | 24     | 30     |
| 2019/20                    | PSV             | Eredivisie      | 12         | 16         | KNVB Beker | 1     | 1     | –              | –              | –              | Eredivisie Cup | 6      | 5      | 19     | 22     |
| 2020/21                    | PSV             | Eredivisie      | 18         | 23         | KNVB Beker | 3     | 3     | UWCL           | 2              | 2              | Eredivisie Cup | 3      | 2      | 26     | 30     |
| 2021/22                    | VfL Wolfsburg   | Bundesliga      | 13         | 1          | DFB-Pokal  | 2     | 2     | UWCL           | 2              | 1              | 2. Bundesliga  | 4      | 3      | 21     | 7      |
| 2022/23                    | PSV             | Eredivisie      | 19         | 6          | KNVB Beker | –     | –     | –              | –              | –              | Eredivisie Cup | –      | –      | –      | –      |
| 2023/24                    | PSV             | Eredivisie      | 22         | 17         | KNVB Beker |       |       |                |                |                | Eredivisie Cup |        |        |        |        |
| 2024/25                    | PSV             | Eredivisie      | 19         | 7          | KNVB Beker | –     | –     | –              | –              | –              | –              | –      | –      | –      |        |
| Carrière totaal            | Carrière totaal | Carrière totaal | 150        | 125        |            | 11    | 11    |                | 4              | 3              |                | 13     | 10     | 178    | 149    |
| Bijgewerkt op 30 juni 2025 |                 |                 |            |            |            |       |       |                |                |                |                |        |        |        |        |

## Interlandcarrière
Smits heeft gespeeld in alle Nederlandse vertegenwoordigende jeugdelftallen. In de EK-kwalificatiewedstrijd van Oranje O17 tegen Bulgarije op 21 oktober 2016 scoorde ze 7 keer. Met 38 interlands en 33 doelpunten voor Oranje O19 is ze zowel recordinternational als topscorer van het Nederlands elftal onder 19 jaar. Joëlle Smits  maakte haar debuut in de A-selectie van het Nederlands elftal in de wedstrijd tegen Brazilië tijdens het Tournoi de France op 4 maart 2020. Sindsdien kwam ze acht keer uit voor het Nederlands elftal. Na een teleurstellend seizoen bij VfL Wolfsburg werd Smits niet opgenomen in de nationale selectie voor het Europees Kampioenschap in 2022.